# Цифровой счётчик
Цифровой счётчик (смарт-счётчик, умный счётчик, интеллектуальный счётчик) — тип счётчиков ресурсопортребления, определяющих показания более детально, чем традиционные средства измерения, и дополнительно снабжённые коммуникационными средствами для передачи накопленной информации посредством сетевых технологий с целью мониторинга и осуществления расчётов за коммунальные услуги.
Цифровые счётчики аналогичны давно существующим счётчикам пользования коммунальным ресурсом, однако включают в себя ряд различных технологий. Отличительной чертой интеллектуальности являются микроконтроллеры с автономным питанием на 5-10 лет и радиоканалы, используемые для передачи информации как на однонаправленную, так и передачу и прием (двунаправленную) через сеть Интернет и иными способами.

## Назначение
С переходом от государственного регулирования к рыночным отношениям в области электроэнергетики и производства других коммунальных ресурсов правительственные инспекции занялись поиском средств для приведения в соответствие потребления и производства электроэнергии и других ресурсов. Традиционные электрические счётчики измеряют только общее количество потреблённой электрической энергии и не предоставляют информацию о том, когда произошло потребление. Интеллектуальные счётчики являются экономичным средством для получения подобной информации, позволяя ценообразующим организациям вводить дифференцированные тарифы на потребление в зависимости от времени суток и времени года и проводить мониторинг потребления и, следовательно, управлять потреблением, снижая излишний расход ресурсов. Наиболее полезно для энергосбережения снижение ненужного потребления ресурсов конечными потребителями. Известно, что снижение потребления на 1 кВтч конечным потребителем экономит до 4 — 5 кВтч энергии у производителя. В жилом секторе России потребление горячей воды и энергии отопления составляет до 80 — 90 % от общего энергопотребления, поэтому именно в многоквартирных жилых домах интеллектуальные счетчики и системы учёта и экономии воды и тепла наиболее актуальны.
Цены на электроэнергию обычно достигают максимума в определённые предсказуемые времена дня и года. Если генерирующие мощности ограничены, цены могут значительно расти в то время, когда электроэнергия приобретается у более дорогих источников энергии с соседних территорий или вынужденно включаются в работу собственные дорогостоящие. Можно предположить, что выставление потребителям дифференцированных счетов в зависимости от времени дня заставит их изменить характер потребления в соответствии с рыночными ценами. Инспектирующие и ценообразующие организации рассчитывают, что такие «ценовые сигналы» помогут отсрочить строительство дополнительных генерирующих мощностей или, по крайней мере, приобретение электроэнергии у дорогостоящих источников, контролируемых таким образом, неуклонно и быстро снизит цены на электроэнергию.

## Технология
Среди предлагаемых решений для передачи данных с интеллектуальных счётчиков — использование сотовых и пейджинговых сетей, выделенных радиоканалов, обмена данными по ЛЭП. Также находят применение фиксированные беспроводные сети, сети с ячеистой топологией или их комбинация.